# Troglohyphantes sketi
Troglohyphantes sketi Deeleman-Reinhold, 1978 è un ragno appartenente alla famiglia Linyphiidae.

## Etimologia
Il nome proprio della specie è stato dedicato al professor Boris Sket del dipartimento di biologia dell'Università di Lubiana, collega della descrittrice, e rinvenitore dei primi esemplari della specie.

## Descrizione
I maschi hanno una lunghezza totale media di 2,88 mm; il cefalotorace è lungo 1,34 mm e largo 1,15 mm. Le femmine hanno una lunghezza media di 2,78 mm; il cefalotorace è lungo 1,15 mm e largo 0,95.

## Distribuzione
La specie è stata rinvenuta in Slovenia: nella località di Jama v meznarjevi ogradi, appartenente al comune di Lož, nella regione della Bassa Carniola; e nella località di Svinjska jama, nella frazione di Dolenje del comune di Aidussina

## Tassonomia
Al 2013 non sono note sottospecie e non sono stati esaminati nuovi esemplari dal 1978.